# Silver Linings Playbook
Silver Linings Playbook is een Amerikaanse romantische tragikomedie onder regie van David O. Russell. Hij bewerkte het gelijknamige boek van Matthew Quick hiervoor zelf tot een scenario. De film ging op 8 september 2012 in première op het Internationaal filmfestival van Toronto en verscheen op 16 november 2012 in de Amerikaanse bioscopen. 
Bij de 85ste Oscaruitreiking was Silver Linings Playbook genomineerd voor acht Oscars, waaronder die voor beste film en beste regie. De productie was de eerste sinds Reds (1981) die in alle vier de acteercategorieën werd genomineerd, namelijk zowel voor beste mannelijke (Bradley Cooper) als vrouwelijke hoofdrol (Jennifer Lawrence) en voor zowel beste mannelijke (Robert De Niro) als vrouwelijke bijrol (Jacki Weaver). Lawrence kreeg de Oscar voor beste vrouwelijke hoofdrol ook daadwerkelijk toegekend. Silver Linings Playbook won daarnaast meer dan zestig andere prijzen, waaronder een Golden Globe en een Screen Actors Guild Award (beide voor Lawrence), een BAFTA Award (beste bewerkte scenario), Film Independent Spirit Awards voor beste film, beste regie, beste scenario en beste actrice (Lawrence), National Board of Review Awards voor beste bewerkte scenario en beste acteur (Cooper) en Satellite Awards voor beste regisseur, beste montage, beste acteur (Cooper) en beste actrice (Lawrence). Het liedje Silver Lining van Diane Warren werd genomineerd voor een Grammy Award.

## Verhaal
Patrizio 'Pat' Solitano jr. wordt na negen maanden behandeling ontslagen uit een psychiatrisch ziekenhuis. Hij heeft een bipolaire stoornis en betrapte een klein jaar eerder zijn vrouw Nikki thuis in de douche met een andere man, die hij vervolgens bijna dood sloeg. Pats arts Cliff Patel wijst hem erop dat hij verplicht naar de therapie moet blijven komen, goed zijn medicijnen dient te nemen en incidenten moet vermijden. Anders loopt hij het risico weer opgenomen te worden.
Pat gaat weer bij zijn ouders wonen, Pat sr. en Dolores Solitano. Zijn vader is ontslagen en verdient zijn geld als illegale bookmaker met wedstrijden van de Philadelphia Eagles. Hij is zwaar bijgelovig en vraagt zijn zoon voortdurend om te voldoen aan dwangmatige handelingen die in zijn ogen invloed hebben op de uitslagen van de wedstrijden, zoals het steeds op een bepaalde plaats in de bank naar de televisie kijken. Dit komt Pat vaak slecht uit, want hij heeft zichzelf ten doel gesteld om Nikki terug te krijgen. Hiervoor gaat hij werken aan zijn fitheid en alle boeken lezen die zij als lerares Engels aanbiedt aan haar leerlingen. Nikki heeft niettemin een contactverbod tegen hem aangevraagd en gekregen. Toch is Pat ervan overtuigd dat hij zijn leven weer op de rails kan krijgen en zich met haar kan verzoenen, als hij maar zijn best doet en positief blijft. Zijn weigering om zijn medicijnen te nemen werkt hem alleen tegen en incidenten vermijden blijkt moeilijk. Bovendien raakt hij telkens volledig van zijn stuk wanneer dat hij het liedje My Cherie Amour van Stevie Wonder hoort. Dit werd gedraaid tijdens zijn bruiloft met Nikki, maar was ook op de radio toen hij haar in de douche betrapte tijdens haar overspel. Zijn obsessie met het lied is zo groot dat hij zich in stressvolle situaties zelfs inbeeldt dat hij het hoort.
Tijdens een etentje bij zijn vriend Ronnie ontmoet Pat de jongere zus van diens vrouw Veronica, Tiffany Maxwell. Zij is onlangs weduwe geworden en zit net als Pat in de knoop met zichzelf. Ze probeert direct een band met hem te forceren op de enige manier die ze kent: door hem onpersoonlijke seks aan te bieden. Pat weigert geschokt en vertelt haar over zijn plannen Nikki terug te krijgen. Daarna gaat hij weg en probeert hij Tiffany verder te vermijden. Zij weet hem alleen elke keer dat hij gaat joggen 'toevallig' tegen het lijf te lopen en blijft hem achtervolgen. Op haar aandringen spreekt hij uiteindelijk met haar af om samen ergens te gaan eten. Vriendschappelijk, niet als afspraakje. Tiffany vertelt hem daarbij dat ze wel een brief voor hem stiekem aan Nikki kan bezorgen. Daarvoor eist ze wel een wederdienst, namelijk dat hij zich samen met haar inschrijft voor een danscompetitie voor paren en daarvoor een serieus samen met haar oefent.
Pats vader heeft intussen bijna al zijn geld verloren met het wedden op footballwedstrijden, maar krijgt een kans om het terug te verdienen. Als de Eagles hun laatste competitiewedstrijd winnen van de Dallas Cowboys én Pat en Tiffany scoren minstens een 5 op 10 in de danscompetitie, dan wint de familie Solitano al hun geld terug. Gebeurt dat niet, dan zijn ze hun huis kwijt. Pats vader gaat de weddenschap zonder twijfel aan, maar Pat weigert hier verantwoordelijkheid voor te nemen. Hij trekt zich daarom terug uit de danswedstrijd. Tiffany haalt hem over toch mee te doen door hem toe te zeggen dat ze Nikki dan als toeschouwer naar de zaal kan laten komen. Pat weet dat ze liegt. Eerder gaf Tiffany hem namelijk ook al een brief 'van Nikki' aan hem, waarvan hij weet dat Tiffany die zelf schreef. Het woordgebruik in de tekst kwam namelijk opvallend overeen met een aantal uitdrukkingen die Tiffany zelf gebruikt als ze praat. Toch gaat hij met haar naar de wedstrijd.
Tot verrassing van zowel Pat als Tiffany duikt Nikki wel degelijk op bij de danswedstrijd, aan de arm van Veronica. Tiffany zet het gefrustreerd op een drinken aan de bar en staat op het punt zichzelf weer mee naar huis te laten nemen door een wildvreemde man, wanneer Pat haar terugvindt en meetroont naar de dansvloer. Met hun prestatie scoren ze exact een 5.0. Aangezien de Eagles ook de Cowboys hebben verslagen, wint Pats vader zijn weddenschap. Pat zoekt stralend van geluk Nikki op, om met haar te praten. Tiffany ziet hem in Nikki's oor fluisteren en rent weg, de straat op. Pat achterhaalt haar en verklaart haar de liefde. Hij bekent dat hij eigenlijk al sinds hun eerste ontmoeting weet dat zij de vrouw is voor hem, maar dat hij zich dat niet eerder realiseerde. Tiffany valt hem dolgelukkig in de armen.

## Rolverdeling
| Acteur            | Personage                   |
| ----------------- | --------------------------- |
| Bradley Cooper    | Patrizio 'Pat Jr.' Solitano |
| Jennifer Lawrence | Tiffany Maxwell             |
| Robert De Niro    | Patrizio 'Pat Sr.' Solitano |
| Jacki Weaver      | Dolores Solitano            |
| Chris Tucker      | Danny McDaniels             |
| Anupam Kher       | Dr. Cliff Patel             |
| John Ortiz        | Ronnie                      |
| Shea Whigham      | Jake Solitano               |
| Julia Stiles      | Veronica Maxwell            |
| Paul Herman       | Randy                       |
| Dash Mihok        | Agent Keogh                 |
| Matthew Russell   | Ricky D'Angelo              |
| Brea Bee          | Nikki Solitano              |

## Titelverklaring
De titel van Silver Linings Playbook is afgeleid van het Engelse spreekwoord "Every cloud has a silver lining". Dat wil zoveel zeggen als "elke vervelende situatie heeft een positieve kant". Aan het begin van de film komt hoofdpersonage Pat net uit een therapie waarin hij een methodische aanpak (een playbook) heeft geleerd om zich te concentreren op positieve zaken (silver linings), wat hij vervolgens probeert toe te passen om zijn leven te verbeteren.